# Campo di concentramento di Danane
Il campo di concentramento di Danane è stato un campo di concentramento nella Somalia italiana, gestito dall'Italia fascista dal 1935 al 1941. Situato nell'Africa Orientale Italiana, si trovava circa 40 km a sud di Mogadiscio e dal 1936 in poi, insieme al campo di concentramento di Nocra, è stato uno dei due campi di lavoro forzato utilizzati per internare i prigionieri politici delle colonie dell'Africa orientale a seguito della guerra d'Etiopia. Gli storici si riferiscono anche a Danane come ad un "campo di sterminio" a causa del suo alto tasso di mortalità, che viene stimato attorno al 51%.

## Storia
Il campo di concentramento di Danane fu aperto nella colonia italiana della Somalia per ordine del governatore Rodolfo Graziani quando l'Italia fascista iniziò la sua guerra di aggressione contro l'Etiopia, nell'ottobre 1935. Danane era originariamente concepito per essere un campo di prigionieri di guerra, ma rimase inattivo in quanto tale. La dirigenza italiana si pose invece l'obiettivo del completo annientamento dell'avversario etiope.
Dopo la fine della guerra, conclusasi con l'occupazione dell'Etiopia da parte dell'Italia fascista, nel giugno 1936 a Danane vi erano 191 prigionieri. Il numero di detenuti del campo aumentò in modo significativo quando Graziani intensificò la repressione in Etiopia dopo un fallito tentativo di assassinio contro di lui nel febbraio 1937. Nei mesi che seguirono, furono trasportati da Addis Abeba a Danane oltre 1.500 uomini, donne e bambini associati al governo etiope rovesciato, che si riteneva responsabile dell'attacco. Alla fine del 1937 il campo aveva raggiunto il limite di capacità previsto, con 2.500 reclusi.
L'attrezzatura inadeguata del campo, l'alimentazione e l'assistenza medica insufficiente portarono a un alto tasso di mortalità. Dal 22 giugno al 18 luglio 1937 morirono 28 persone, più della metà delle quali dichiarati "per problemi cardiaci". Tali referti vengono messi in dubbio, poiché gli uomini e le donne interessati avevano solo tra i 20 e i 45 anni. Secondo il funzionario del ministero degli Esteri etiope Micael Tesemma, che rimase a Danane per tre anni e mezzo, 3.171 dei 6.500 prigionieri etiopi e somali furono uccisi nel 1936-1941. Circa 400 di loro morirono per maltrattamenti, torture o vennero giustiziati.
Il 18 marzo 1941 le truppe britanniche occuparono Danane. Liberarono circa 1.000 etiopi e 300 somali e vi internarono circa 3.000 prigionieri di guerra italiani e locali. La maggior parte di questi furono poi trasferiti in India; circa 300 italiani rimasero imprigionati a Danane fino alla fine della seconda guerra mondiale.
Per gli etiopi, abituati al clima mite degli altopiani, le condizioni tropicali a Danane si rivelarono insopportabili, con il rapido deterioramento delle condizioni dei prigionieri. La malaria divenne la malattia predominante e quasi tutti i detenuti soffrirono di disturbi gastrointestinali. Inoltre, poiché gli abitanti di Danane non disponevano di acqua potabile, molti furono costretti a bere acqua di mare. Ex prigionieri dei campi di concentramento sono stati interrogati come parte della garanzia di prove per i tribunali per crimini di guerra delle Nazioni Unite che hanno avuto luogo dopo la seconda guerra mondiale. Questi sopravvissuti del campo di concentramento di Danane hanno affermato che l'uccisione di detenuti malati e operazioni mediche forzate da parte del medico del campo erano state praticate nel campo di concentramento. Secondo lo storico Ian Campbell (2017), la testimonianza sotto giuramento dei sopravvissuti suggerisce un tasso di mortalità di circa il 51% nel campo di concentramento di Danane.

## Valutazione
La storica italiana Mariana de Carlo (2013) afferma nel suo studio sul campo di concentramento di Danane che, a causa del tasso di mortalità straordinariamente alto, Danane può essere visto come "uno strumento di morte piuttosto che un internamento". Lo storico svizzero Aram Mattioli parla di "campo di sterminio" in relazione al campo di concentramento di Danane e cosi lo classifica anche lo storico italiano Angelo Del Boca (2004). Lo storico britannico Ian Campbell (2017) ritiene che, sebbene Danane non sia stato concepito come un campo di sterminio, tuttavia è diventato una tomba per migliaia di uomini, donne e bambini etiopi innocenti a causa delle terribili condizioni in cui sono stati detenuti.